# 米勒德 (密蘇里州)
米勒德（英語：Millard）是位於美國密蘇里州亞代爾縣的村。

## 人口
根據2020年美國人口普查的數據，米勒德的面積為0.31平方千米，皆為陸地。當地共有人口79人，而人口密度為每平方千米255人。